# (37857) 1998 EV14
1998 إي في 14 (ويعرف أيضًا باسم (37857) 1998 إي في 14 وفق تسمية الكوكب الصغير) (بالإنجليزية: 1998 EV14)‏ هو كويكب ضمن حزام الكويكبات؛ وترتيبه 37857 من حيث الاكتشاف.
اكتُشف هذا الجُرم الفلكي بواسطة جون بروفتون في 5 مارس 1998.

## وصلات خارجية
- (37857) 1998 EV14 في قاعدة بيانات مختبر الدفع النفاث لأجرام النظام الشمسي الصغيرة

- الاكتشاف · مخطط المدار ·  العناصر المدارية · المعلمات المادية

- (37857) 1998 EV14 على موقع ويكي سكاي: DSS2, SDSS, GALEX, IRAS, Hydrogen α, X-Ray, Astrophoto, Sky Map, Articles and images